# Euryarthrum apicefasciatum
Euryarthrum apicefasciatum är en skalbaggsart som beskrevs av Hüdepohl 1988. Euryarthrum apicefasciatum ingår i släktet Euryarthrum och familjen långhorningar. Inga underarter finns listade i Catalogue of Life.